# BSC 1914 Oppau
Maillots
Le BSC Oppau est un club sportif allemand localisé sans le district à Oppau près de Ludwigshafen en Rhénanie-Palatinat.
Le 21 octobre 1921 une terrible explosion à l’usine chimique BASF détruisit une grande partie de la localité et tua 2 000 personnes.

## Histoire
Le club a été fondé le 1er avril 1914, sous l’appellation Fußball-Gesellschaft 1914 Oppau.
En 1934, le club joua le tour final pour l’accession à la Gauliga Südwest-Main/Hessen (une des seize liges créées sur l’exigence des Nazis dès leur arrivée au pouvoir en 1933), mais Oppau se classa 2e et ne monta pas.
Le 27 mai 1937, les autorités nazies regroupèrent le club avec le Turnerbund Germania 1889 Oppau, le TV Edigheim et le Ring-und Stemmclub Oppau pour former le TSG 1889 Oppau.
Lors de la saison 1942-1943, le TSG 1889 Oppau joua en Gauliga Westmark (équivalent D1). Classé avant-dernier devant le SC Altenkessen, le club fut relégué.
Le 30 september 1943, le TSG 1889 Oppau composa une association sportive de guerre (an Allemand: Kriegsspielgemeinschaft – KSG) avec le TSG 61 Ludwigshafen et le VfL Friesenheim et joua sous l’appellation KSG Ludwigshafen.
En 1945, tous les clubs et associations allemands furent dissous par les Alliés. Le 16 mai 1946, les membres de l’anciens TSG 1889 reconstituèrent un club qui reçut le nom de Allgemeiner Sportverein (ASV) 1945 Oppau. 
En 1948, les athlètes et les gymnastes s’en allèrent. Le 4 août 1950, le club prit son nom actuel: BSC 1914 Oppau.
Lors de la saison 1948-1949, l’ASV Oppau monta en Oberliga Südwest, Groupe Nord. Il y joua deux saisons puis descendit. Le club y remonta pour les deux dernières saisons avant la dissolution de cette ligue en 1963, lors de la création de la Bundesliga.
Le BSC 1914 Oppau joua ensuite trois saisons en Regionalliga Südwest (équivalent D2), puis fut relégué en fin de saison 1965-1966.
Le club évolua au 3e niveau jusqu’en 1970 puis fut relégué d’un cran. Il revint au troisième étage de 1973 à 1975 puis recula.
Depuis, le club n’atteignit les plus hautes ligues et restant dans les séries régionales inférieures.